# Paleoasztronautika

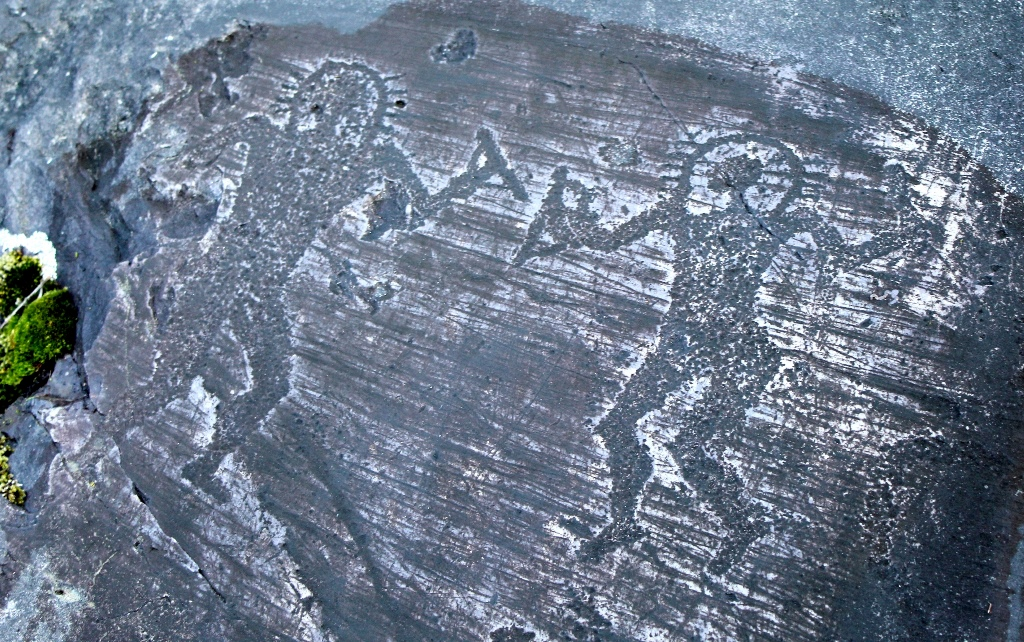
Szkafanderes ufonauták?
(prehisztorikus sziklarajz, Val Camonica, Olaszország)

A paleoasztronautika olyan hiedelem, melynek fő állítása, hogy az emberiséget a régmúltban egy vagy több földönkívüli faj meglátogatta, majd befolyásolta a történelem alakulását. Az ókori építészet remekművei, a különféle vallások szent írásaiban található istenszerű lények, illetve félreértelmezettnek vélt tárgyi bizonyítékok sora utal erre az idegen befolyásoltságra.
Az elmélet talán legismertebb szószólója a svájci származású Erich von Däniken, akinek az 1968-as A jövő emlékei c. műve világsiker lett, a paleoasztronautika ekkor került be a nyugati köztudatba. Igaz, nem Däniken volt az első, aki ezzel az elképzeléssel előállt. H. P. Lovecraft író fantasy könyvei évtizedekkel a „komoly” paleoasztronautika felbukkanása előtt hasonló témákat dolgoznak fel.
A tudóstársadalom döntő többsége nem fogadja el a paleoasztronautika magyarázatait és áltudománynak tartja azt. Az irányzatot ért kritikák egyike, hogy egy-egy rejtély megválaszolásakor felesleges földöntúli magyarázatokhoz fordulni, ha hétköznapibb, valószínűbb magyarázatok is létezhetnek (Occam borotvája).

## Története

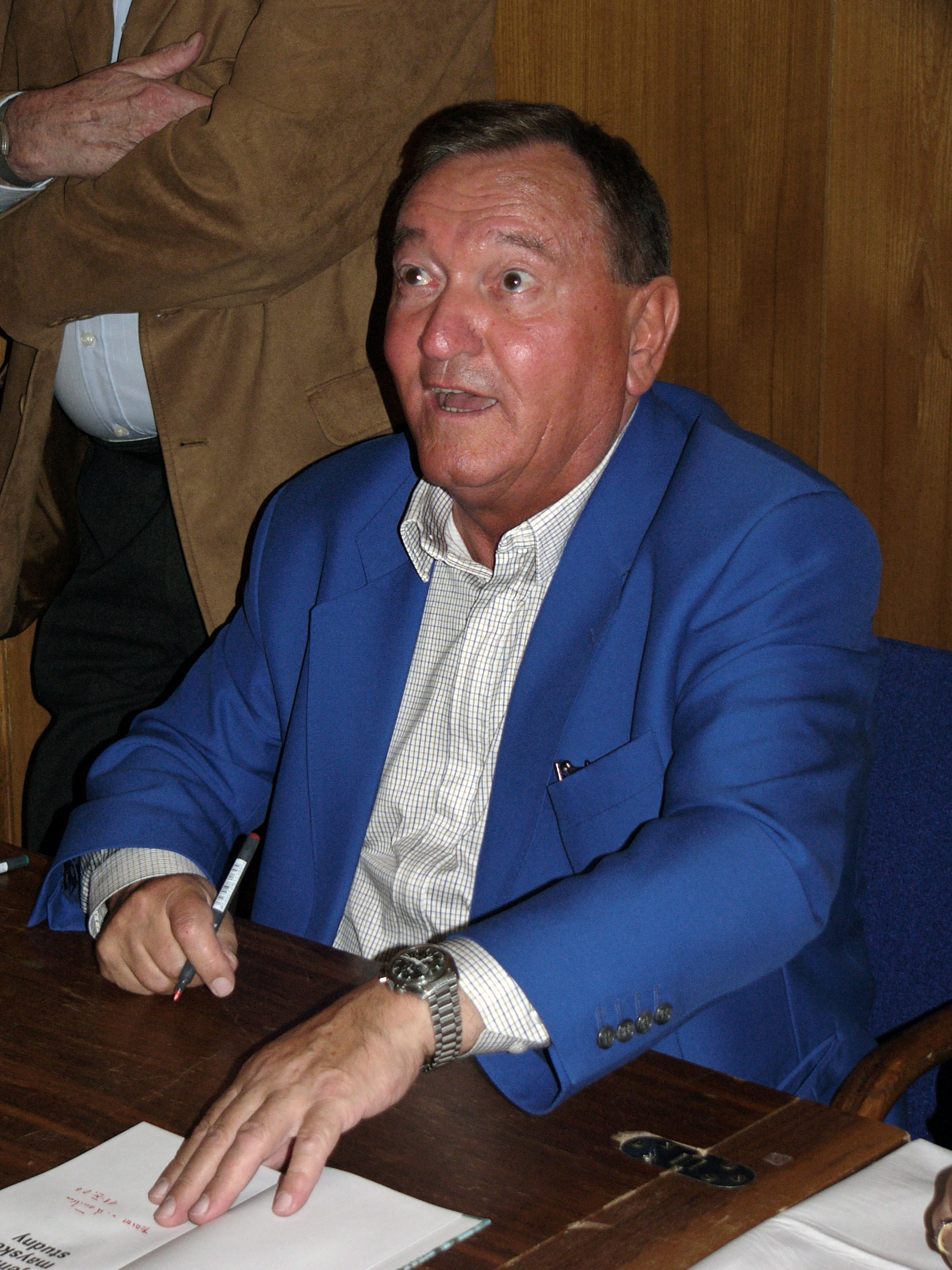
Erich von Däniken, a paleoasztronautika talán legismertebb képviselője

Az istenként imádott, tudásukat átadó földönkívüli civilizáció gondolata a paleoasztronautika előtt is létezett. Feltehetőleg Helena Blavatsky (1831 – 1891) volt az első nyugati író, aki azt állította, hogy őseink már kapcsolatba léptek egy földönkívüli civilizációval, és a Föld az ő kezükben van. Igaz, Blavatsky inkább spirituális lényekről írt, nem a mai értelemben vett, a modern sci-fik által tipikusan megjelenített hús-vér humanoidokról. Tanítványa, W. Scott-Elliot ennél messzebbre ment, és azt állította, hogy a Vénuszról érkező spirituális lények leereszkedtek a Földre és őseinknek (Lemuria lakosainak) átadták tudásukat, megtanították őket a civilizáció és a tudomány alapjaira. H. P. Lovecraft író Cthulhu hívása c. művében fellehetők az Ősök, egy rejtélyes idegen faj, akik városokat építettek és istenként kezelték őket. Lovecraft munkássága során ez a motívum többször újra felbukkan – hol jobban, hol kevésbé kidolgozott idegen fajokkal.
A paleoasztronautika elképzelése Jacques Bergier és Louis Pauwels nevéhez kötődik (mindketten Lovecraft-rajongók, akik az 1950-es évek nagy részét az író munkásságának népszerűsítésével töltötték). Az 1960-ban kiadott Le Matin des magiciens c. könyvük tekinthető az első olyan műnek, ami az emberi történelem idegenek általi befolyásoltságát nem fikcióként, hanem tényként közli. Bergierék példaként hozták fel az egyiptomi piramisokat, amelyeket szerintük az akkori mérnöki tudás alapján és eszközök hiányában nem lehetett volna felépíteni. Olyan ókori térképekről is írnak, amelyeket csak modern csillagászati tudás alapján lehetett volna megalkotni, és azt állítják, léteznek olyan régészeti tárgyi bizonyítékok, amelyeket a jelenlegi történelmi tudásunkat teljesen felforgatnák. Bergier és Pauwels munkássága nagyrészt Franciaországra korlátozódott; elképzelésüket csak egy szűk, alternatív New Age-es kör ismerte.
A népszerűségi áttörés a svájci Erich von Däniken 1968-as A jövő emlékei c. könyvével jött el. Egy becslés szerint az 1970-es évek végén és az 1980-as évek elején – amikor Däniken a fénykorát élte – az egyetemi hallgatók negyede Däniken történelemszemléletét preferálta a hivatalos történelemmel szemben. A könyvet ért jelentős, a történészek által megfogalmazott kritikák miatt Däniken beismerte, hogy a könyv egyes bizonyítékai hamisak vagy túlzóak, de ez szükséges lépés volt annak érdekében, hogy az igazságot (azaz az ősi idegenek általi látogatások tényét) a világ elé tárja. Az 1980-as évek végére a népszerűsége csökkent, de a kilencvenes évek elején, amikor az ufótéma reneszánszát élte a médiában – az X-akták és hasonló sorozatoknak köszönhetően – a paleoasztronautika is újra szóbeszéd témája lett.
Az elmélet ekkor élte virágkorát; új szerzők bukkantak fel, és fejtették ki saját elképzeléseiket. Az egyik az azerbajdzsáni származású Zecharia Sitchin, aki leginkább A 12. bolygó (The Twelfth Planet) c. könyve miatt vált világhírűvé. Azt állította, hogy az evolúcióelméletből ismert ún. „nagy ugrás” nem természetes folyamat volt, hanem földönkívüliek által végrehajtott mesterséges DNS-manipuláció eredménye. A Nibiru bolygóról származó földönkívüliek azért manipulálták Homo erectus őseink génállományát, hogy egy szolgafajt hozzanak létre, akikkel aranyat tudnak bányásztatni (amire a bolygójuk atmoszferikus viszonyainak megváltozása miatt volt szükség). Ez az idegen faj a mezopotámiai mitológiából ismert anunnakik, azaz: „azok, kik a mennyből érkeztek”. A legtöbb ősi idegen-elmélet támogatóval ellentétben Sitchin ősi idegenei nem egyeznek a modern kori elrablásos ufótörténetekkel azonosított „szürkék”-kel. Sitchin szerint a két idegen faj egymástól nagyban eltér.
Robert K. Temple keletkutató 1976-os A Szíriusz-rejtély c. könyvében fogalmazta meg azt a tézisét, hogy a nyugat-afrikai dogon-törzs hagyományai és művészete bizonyítékokat szolgáltat arra vonatkozóan, hogy a törzset a Szíriusz-rendszerből érkező idegenek (saját szavaikkal: halszerű vízi istenek) látogatták meg a régmúltban. A törzs tagjai minden ötvenedik évben hagyományőrző táncot járnak, melyeket olyan homokrajzok kísérnek, amik nagyon hasonlítanak a Szíriusz-csillagrendszer felépítéséhez. Temple felteszi a kérdést (bár a választ meghagyja nyitottnak): egy ősi civilizáció honnan ismerhette a szabad szemmel nem látható Szíriusz-rendszert és honnan ered az a tudás, amely segítségével a csillagrendszerről pontos rajzot tudnak készíteni?
A History 2009-ben debütáló Ősi idegenek c. sorozata a jelenleg[mikor?] létező legátfogóbb paleoasztronautika témájú forrás. A 18. évad 2022-ben készült el, és a sorozat előző évadai is műsoron vannak.

## Főbb állítások

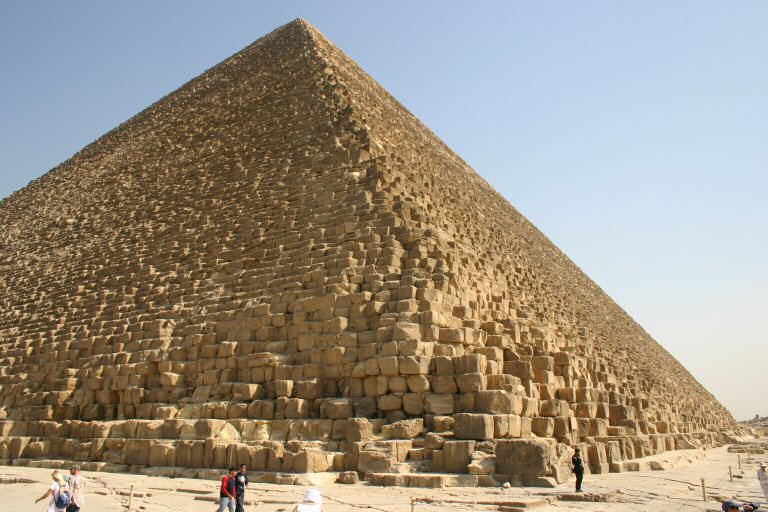
A gízai nagy piramissal kapcsolatban sok rejtélyt vélnek felfedezni

A paleoasztronautika nem izolált elmélet, hanem több tudományágat átívelő állítások halmaza (interdiszciplináris), amely a modern tudományos konszenzussal alapvető kérdésekben vitatkozik. A paleoasztronautika tulajdonképpen a modern ufótörténetek történelmi kontextusba helyezése, bár olyan, nem feltétlenül földönkívüliekhez kötött témák is előkerülnek, mint Atlantisz, eltitkolt találmányok és leletek, rejtélyes jelenségekről írt történelmi feljegyzések stb. Ezen témák egy részét a történelemkutatás javarészt mítoszoknak vagy féligazságoknak tekinti. Az alternatív történelem támogatói ezzel szembehelyezkednek, és olyan témák közt vonnak párhuzamokat, amelyeket a történészek egymástól függetlenként kezelnek. Ilyen például az amerikai-indián és az afrikai törzsek mítoszvilága közötti kapcsolatok keresése a párhuzamok, átfedések, hasonlóságok vizsgálatai révén; vagy az az érv, hogy hasonló felépítésű piramisok a világ minden táján jelen vannak, tehát két, egymástól állítólag függetlenül fejlődő és egymással soha kapcsolatba nem lépő népcsoport is ugyanazt a piramist építette meg.
A paleoasztronautika támogatói szerint a hasonlóságok azt bizonyítják, hogy hibás az a megállítás, hogy ezek a népcsoportok nem kerültek (és kerülhettek) kapcsolatba egymással, hiszen akkor az építészetük merőben másként alakult volna. Véleményük szerint a meglepő párhuzamok mögött inkább az sejthető, hogy a földi civilizációk alapja univerzális, egyetlenegy forrásból származik: egy földönkívüli fajtól, amely a világ minden kontinensét meglátogatta, és minden nagyobb(á fejlődő) civilizációnak ő adta át a tudását. Erre a történésznek az a válasza, hogy ezek az építmények csak látszólag hasonlítanak egymásra, sem funkciójukban, sem kivitelezésükben nincs semmilyen rokonság.
Őseink isteneknek tekintették a földönkívüli tanítókat. A hosszúkás koponyával és elnyúlt arccal ábrázolt uralkodók feltételezhetően emberi–földönkívüli hibridek lehettek. Az idegenek által használt fejlett technológiákat nem értették, így azokat a korabeli ismereteiknek megfelelően varázslatként értelmezték. Így alakultak ki a különféle vallások istenfigurái, és az általuk végrehajtott csodák is bekerültek az adott vallás/mondavilág irodalmába. Ezek az istenek szinte minden mitológiában az égből ereszkedtek le, amit úgy is lehet értelmezni, hogy az űrből szálltak le egy űrhajóval. A jóakaró földönkívüliek matematikára, csillagászatra tanították őseinket, és a technológiát is rendelkezésre bocsátották. Őseink így olyan, a kor fejlettségi színvonalán megoldhatatlan nehézségekkel tudtak megbirkózni, mint például több száz tonnás kövek mozgatása, azok elképesztő pontosságú kifaragása és beépítése. A korból ismert építészeti mesterművek nem jöhettek volna létre földönkívüli beavatkozás nélkül. Erre a leggyakrabban tárgyalt példa talán a gízai nagy piramis. Hasonló állításokat tesznek – többek között – Stonehenge-ről, Baalbekről, a húsvét-szigeti hatalmas szobrokról vagy Pumapunkuról.
Egyes vélekedések szerint a „szürkéknek” nevezett idegenek valójában nem egy földönkívüli faj, hanem a jövőből visszautazó leszármazottaink lehetnek, akiknek az a célja, hogy egy, a saját idősíkjukban végbement katasztrófát megakadályozzanak az által, hogy felgyorsítják az emberi (technológiai és genetikai) fejlődést.  A „szürkék” a 20. században is folytatják a genetikai kísérleteket: ezzel lehet magyarázni a 20. században oly gyakran leírt és tanúvallomásokkal alátámasztott elrablási történeteket.
Az elődeink által készített egyes falfestmények és egyéb művészeti alkotások is értelmezhetők úgy, hogy azok földönkívüliekkel való kapcsolatfelvételt és idegen űrhajókat örökítenek meg. Olyan motívumokkal találkozhat az ember, amelyek szkafanderes furcsa lényeket, repülő tárgyakat és egyéb, az adott korba nem illő eszközöket (mint például elektromos lámpákat, karórákat, mérőműszereket) ábrázolnak. Az alternatív elmélet szószólói úgy vélik, a hivatalos tudomány képviselői vagy nem tudják, vagy nem kívánják értelmezni ezeket a furcsaságokat, vagy ha mégis, interpretációjuk túl földhözragadt és szűk látókörű.

## Kritikák
Azon túl, hogy a paleoasztronautika konkrét állításait is külön-külön meg lehet vizsgálni, az alternatív elmélet kidolgozásának érvrendszere, népszerűsítésének mechanikája és az ágazat művelőinek viselkedése is magán hordozza az áltudományok klasszikus jellemzőit. A téma kutatói csak nagyon ritka esetben rendelkeznek releváns szakképesítéssel, mégis magabiztosan nyilatkoznak olyan kérdésekben, amelyek megválaszolásához az embernek több tudományág szakértőjének kell lennie. Az a mainstream tudós, aki csak a saját szakterületén hajlandó részletesen érvelni, alulmaradhat egy éles vitában egy paleoasztronautika-támogatóval, mert az utóbbi magabiztossága meggyőzőbb a nagyközönség előtt, a mainstream képviselője meg azt a benyomást keltheti, hogy csak néhány kérdésben tud nyilatkozni, ott is elvész a részletkérdésekben.
A paleoasztronautika képviselői nem rendeznek szakmai konferenciákat, nem publikálnak tudományos, kollegiálisan lektorált szaklapokban, ehelyett elméleteiket inkább a nagyközönség elé tárják könyvek, interjúk, filmek formájában. Az áltudományok sajátja továbbá az összeesküvésre hivatkozás: az az érv, hogy bizonyos körök elhallgatják az igazságot, mert az új tudás annyira veszélyes, hogy felborítaná a megszokott rendet. Ezt a vádat a közönség vonzónak találja, azt a benyomást kelti benne, hogy tiltott tudás birtokába juthat, ha az adott könyvet elolvassa/filmet megnézi. Továbbá, a paleoasztronautika kutatói nem rendelkeznek történészi, régészeti, művészeti vagy bármilyen más releváns tanulmányokkal. Däniken középiskolát végzett, Zecharia Sitchin közgazdász volt, Robert Temple pedig csak tiszteletbeli csillagász-végzettséggel rendelkezik, amúgy keletkutató (és nem Afrika-szakértő, ami relevánsabb lenne egy nyugat-afrikai törzs hagyományait övező rejtély tárgyalásakor).

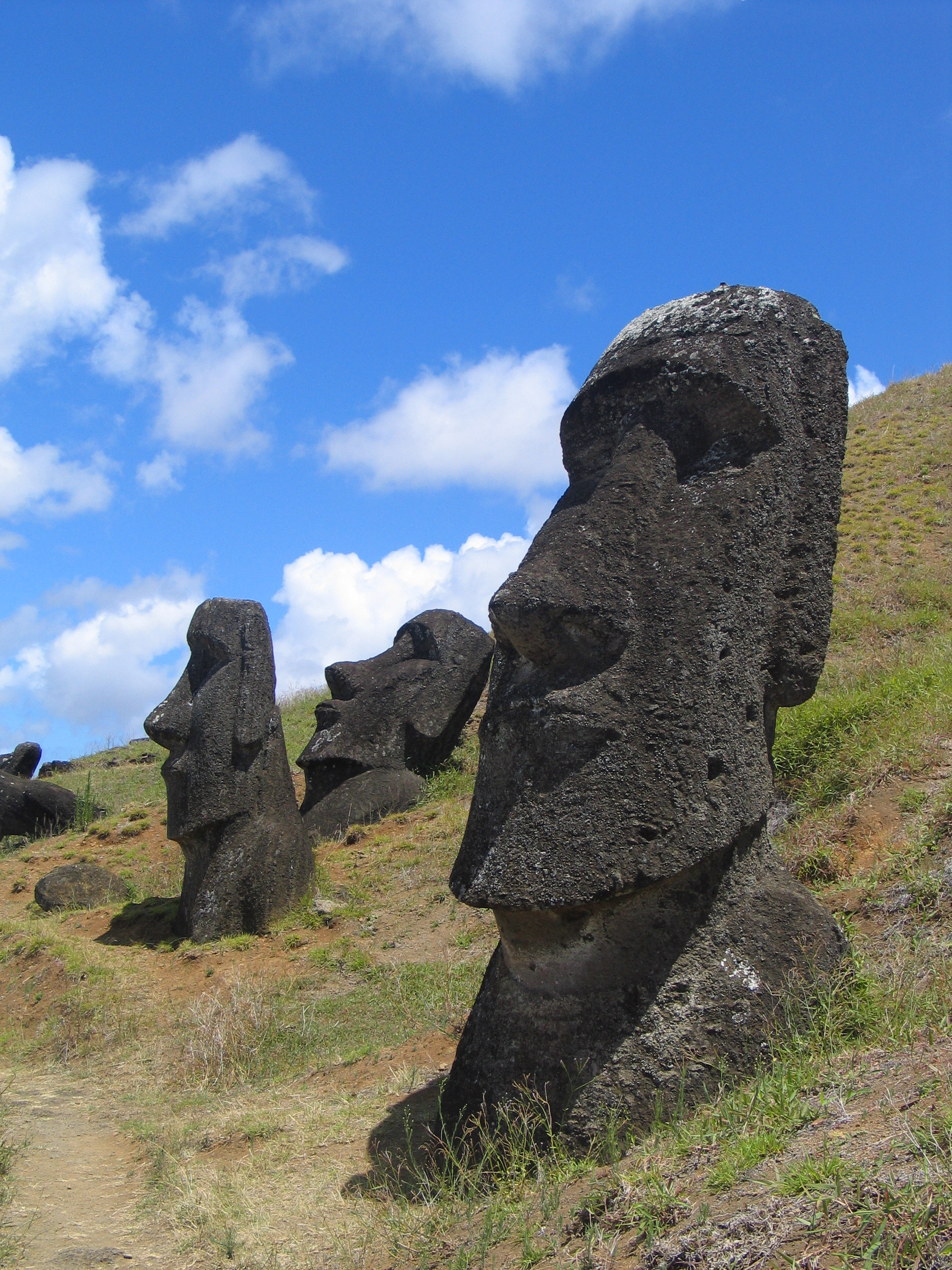
A Húsvét-sziget hatalmas kőszobrainak kifaragása, szállítása és felállítása már teljes mértékben megmagyarázható és reprodukálható egyszerű eszközökkel

A piramisok megépítésének mikéntjét a 21. század elején már ismerjük annyira, hogy ne kelljen földöntúli magyarázattal helyettesíteni egy valószínűbb és valószerűbb elméletet. Igaz, nem minden részlet tisztázott még, de a fontosabb kérdésekben már működőképes modelleket is sikerült alkotni, ami feleslegessé teszi a paleoasztronautika földönkívüli tanítókat és technológiákat bevonó elméletét. Az építkezésekkor használt eszközöket a régészek már feltárták (azaz szó szerint kézzel fogható bizonyítékok sora támasztja alá a mainstream elképzelést), ráadásul az építkezés egyes mozzanatait az egyiptomiak a piramis falain is megörökítették, melyek alapján a fontosabb építkezési műveletek ma is rekonstruálhatóak. A reliefek földönkívüli technológiát sehol nem ábrázolnak, az írásos források meg sehol nem tesznek említést semmi ilyesmiről.
A gízai piramis tökéletesen beleillik az óegyiptomiak által felépített piramisok sorába, az építészeti evolúció nyomon követhető: látható, hogy a nagy piramis előtt épített piramisok szolgáltak a nagy piramis alapjául. A kevésbé ismert, jóval kisebb méretű építmények hibáiból, tökéletlenségeiből levont tanulságokat hasznosítani lehetett a nagy piramis építésekor. A nagy piramis felhúzásának mikéntje nem tér el nagy mértékben az azt megelőző piramisokétól, a különbség csak nagyságrendbéli. A gízai piramisok felépítése minden eddiginél nagyobb vállalkozás volt, az építkezés ötleti fázisáról kezdve addig, míg a piramis el nem készült. Hérodotosz korabeli beszámolóiból tudjuk, hogy Kheopsz fáraó minden rendelkezésére álló erőforrást a saját piramisának felépítésére összpontosított – egy ilyen döntést nem kellett volna meghoznia, ha egy idegen civilizáció biztosította volna a megfelelő technológiát.
Az Erich von Däniken és követői által terjesztett elmélet egy hamis dilemmára épül: vagy a mainstream által hirdetett változat az igazság, miszerint az őseink vagy képesek voltak monolitokat, társadalmat, civilizációt építeni saját maguktól vagy a paleoasztronautika földönkívüli magyarázata a helytálló. Az ősi idegenek-elmélete mögött az az előfeltevés áll, hogy a civilizáció hajnalán az emberiség képtelen volt olyan épületeket felépíteni, amelyekre ma is csodálattal tekinthetünk. A történészek nem élnek ezzel az előfeltevéssel, és az ebből eredő „vad” spekulációkat is lehetőleg elkerülik annak érdekében, hogy egy adott kor népéről a lehető legpontosabb tudást lehessen feltárni.
Erich von Däniken ennek az ellenkezőjét állítja. A jövő emlékei c. könyvében így ír a fősodratú történészekről: „Egyes régészeket persze ez nem akadályoz meg abban, hogy merészen és magabiztosan kijelentsék, ezek a romok pedig háromezer évesek. Ez az időpont egypár cserépfigura megállapított korából datálódik, amelyek viszont egyáltalán nem lehetnek egyidősek a hatalmas monolitokkal. De hát a kényelmes megoldás ez: összeragasztunk egypár öreg cserepet, összehasonlítjuk más hasonló kultúrák hasonló darabjaival, a restaurált darabokra ráragasztunk egy címkét és – hókuszpókusz! – minden egy csapásra kitűnően beleillik a kipróbált gondolati modellbe. Ez a módszer persze összehasonlíthatatlanul egyszerűbb, mint a zavarba ejtő ősi technika elképzelése, vagy akár egy olyan vélekedés megkockáztatása, hogy valamikor, az »idők méhében« egy űrhajó járt a Földön. Ez csak fölöslegesen komplikálná a tudományos teóriát.” Ezzel Däniken tulajdonképpen a tudományos módszer és a képzelődés közül az utóbbit tekinti relevánsnak.

### Mellette
- Ancient Aliens hivatalos Facebook-csoport
- Ősi idegenek magyar nyelvű Facebook-csoport
- Magyar Paleoasztronautika Oldal
- paleoasztronautika.hu
- Letűnt világok enigmái
- Aliens in the Ancient World

### Ellene
- Jason Colavito régész weboldala
- Sitchiniswrong.com Zecharia Sitchin munkásságának kritikája
- Ancient Aliens Debunked – az Ősi idegenek c. sorozat néhány főbb állításának cáfolata
- Paleoasztronautika kategória a Szkeptikus Társaság Wiki-felületén
- Vendégek a világűrből? Miről vall a "repülő csészealjak" és a paleoasztronautika irodalma?; bev. Gáll András; Poligr. Casa Scînteii, Bukarest, 1972 (Előre kiskönyvtára)
- Salló Ervin–Mandics György: Zöld emberkék, tollas kígyók, tüzes szekerek? Kritikai megjegyzések a paleoasztronautikai értelmezések elveiről és módszereiről; Albatrosz, Bukarest, 1977